# Katharina Schiechtl
Katharina Schiechtl, detta Kathi (Zams, 27 febbraio 1993), è una calciatrice austriaca, centrocampista dell'Austria Vienna e della nazionale austriaca.

## Palmarès

### Club
- Campionato tedesco di seconda divisione: 1

Werder Brema: 2016-2017

### Nazionale
- Cyprus Cup: 1

2016